# Parafia Nawiedzenia Najświętszej Maryi Panny w Lesku
Parafia Nawiedzenia Najświętszej Maryi Panny w Lesku – parafia rzymskokatolicka w Lesku, w dekanacie Lesko, w archidiecezji przemyskiej.

## Historia
Około 1470 roku Lesko otrzymało prawa miejskie. W tym czasie istniała już parafia i drewniany kościół pw. Świętego Ducha. W 1539 roku z fundacji Piotra Kmity zbudowano i poświęcono obecny murowany kościół, pw. św. Mikołaja. W 1594 roku kościół czasowo był zamieniony przez Stanisława Stadnickiego na zbór luterański.
23 sierpnia 1704 roku podczas najazdu Szwedów dach kościoła został spalony. Po przebudowie dokonanej przez arch. Gotfryda Hoffamana, w 1760 roku bp Wacław Hieronim Sierakowski konsekrował kościół, pw. Nawiedzenia Najświętszej Maryi Panny.
W kościele w kaplicy św. Antoniego umieszczono epitafium Franciszka Pułaskiego, zaś pod kaplicą znajduje się jego niedostępna krypta grobowa.
Na terenie parafii jest 5 614 wiernych (w tym: Lesko – 4 565, Huzele – 460, Łączki – 224, Postołów – 196, Weremień – 137, Łukawica – 11).
Proboszczowie parafii:
1478–1483. ks. Stanisław ze Zgłobnia.
1483–1493. ks. Jan z Koprzywnicy.
1493–1504. ks. Stanisław.
1526–1530. ks. Jan Konarski.
1551. ks. Stanisław z Ciechanowa.
1551–1561  ks. Józef z Radomia.
1562.  ks. Albert z Pilzna.
1562–1580.  ks. Józef Muliński.
1586. ks. Andrzej z Brzezin.
1594–1597. ks. Grzegorz Piotrowski.
1598–1609. ks. Jakub Zbrodziński.
1609–1613. ks. Feliks Żebrowski.
1614–1626. ks. Hieronim Mikołajewski.
1627. ks. Magnus Nijowski.
1640–1654. ks. Adam Cursikowski.
1654–1662. ks. Gabriel Brzeziński.
1662–1672. ks. Kazimierz Stadnicki.
1689–1693. ks. Antoni Stadnicki.
1693. ks. Andrzej Ustrzycki.
1706-1718. ks. Stanisław Sokolnicki.
1719–1745. ks. Adam Stadnicki.
1745–1746. ks. Franciszek Goźwiński.
1746–1754. ks. Michał Ekiert.
1754–1759. ks. Jakub Jaworski.
1759–1770. ks. Antoni Urbański.
1770–1776. ks. Michał Himmelryk.
1782–1785. ks. Gracjan Piotrowski.
1787–1817. ks. Narcyz Narkowski.
1818–1831. ks. Michał Grzymała.
1833–1865. ks. Józef Wolski.
1866–1897. ks. prof. Ludwik Praszałowicz.
1897–1903. ks. Julian Jelinek.
1903–1932. ks. Teofil Dzierzyński.
1932–1933. ks. Mikołaj Orłowski.
1933–1960. ks. Ludwik Paluch.
1961–1972. ks. Józef Wilk.
1972–1974. ks. Gabriel Marszałek.
1974–2002. ks. prał. Kazimierz Nawrocki.
2002– nadal ks. prał. Mieczysław Bąk.

## Kościoły filialne

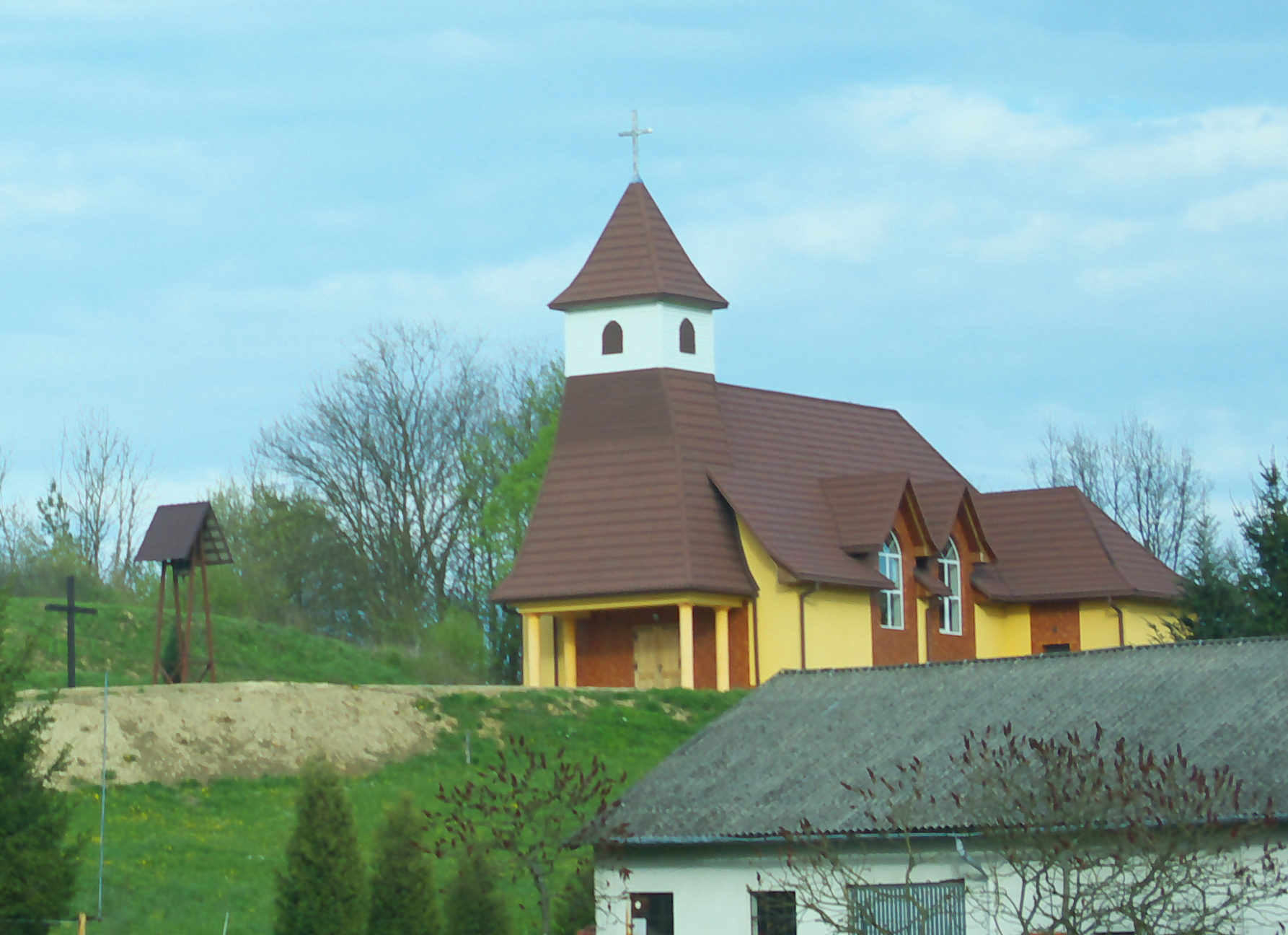
Kościół filialny pw. Podwyższenia Krzyża Świętego w Postołowie
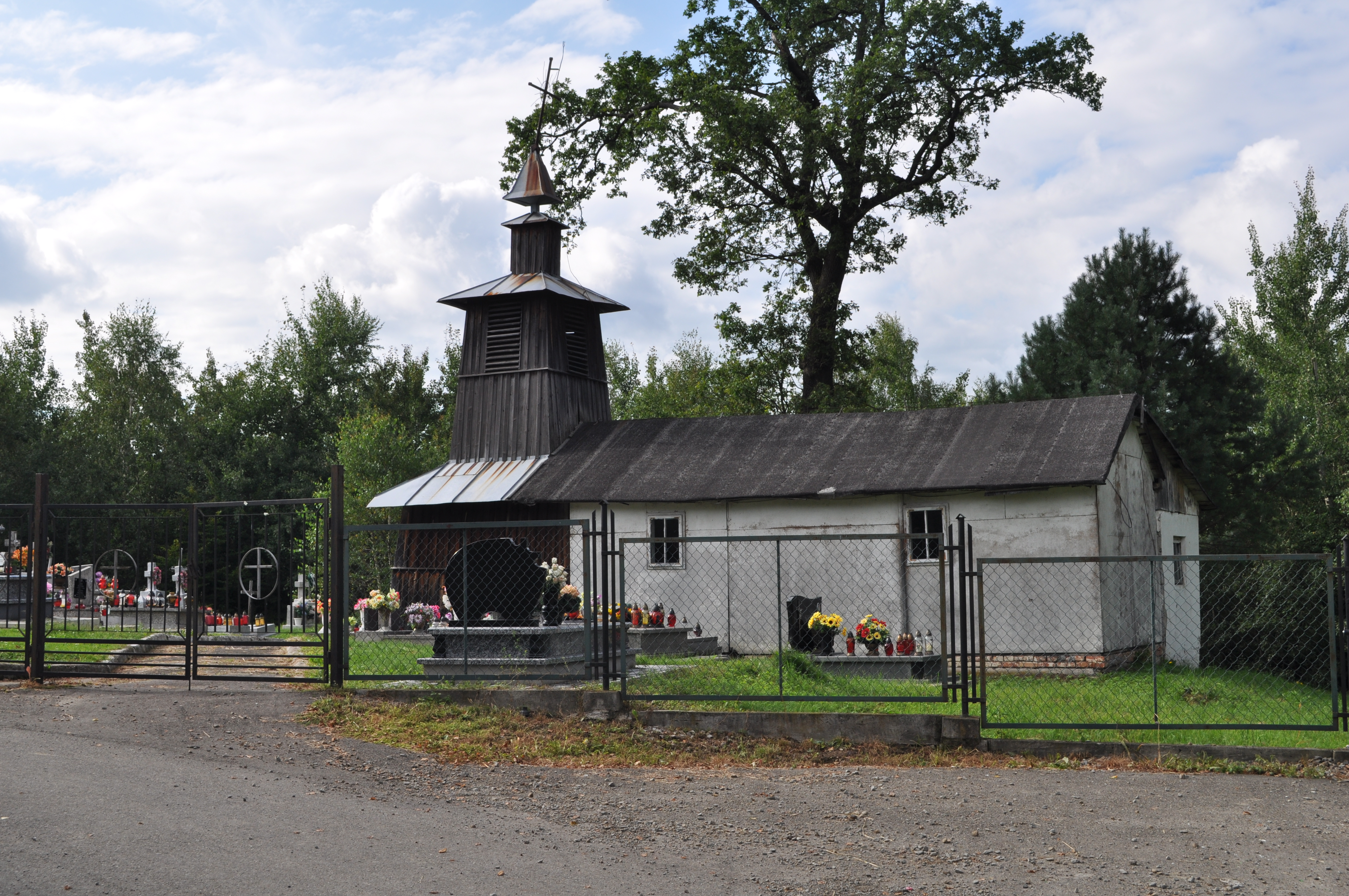
Kościół filialny pw. Matki Bożej Częstochowskiej w Weremieniu